# Marila spiciformis
Espèce
Classification phylogénétique
Statut de conservation UICN

 VU D2 : Vulnérable
Marila spiciformis est une espèce de plantes à fleurs de la famille des Calophyllaceae originaire du Pérou.

## Publication originale
- Brittonia 37(1): 106–108, f. 1. 1985.